# Koripallon miesten SM-sarjakausi 1975-1976
La Koripallon miesten SM-sarjakausi 1975-1976 è stata la 36ª edizione del massimo campionato finlandese di pallacanestro maschile. La vittoria finale è stata ad appannaggio del Playboys Honka.

## Risultati

### Stagione regolare
|     | Squadra            | G  | V  | P  | PF   | PS   | Pt. | Qualificazione             |
| --- | ------------------ | -- | -- | -- | ---- | ---- | --- | -------------------------- |
| 1.  | Playboys Honka     | 18 | 15 | 3  | 1688 | 1339 | 30  | playoff                    |
| 2.  | Turun NMKY         | 18 | 12 | 6  | 1600 | 1433 | 24  | playoff                    |
| 3.  | Espoon Honka       | 18 | 12 | 6  | 1665 | 1474 | 24  | playoff                    |
| 4.  | KTP-Basket         | 18 | 10 | 8  | 1448 | 1519 | 20  | playoff                    |
| 5.  | ToPo Helsinki      | 18 | 9  | 9  | 1584 | 1549 | 18  |                            |
| 6.  | Hyvinkään Tahko    | 18 | 9  | 9  | 1460 | 1470 | 18  |                            |
| 7.  | Hels. Kisa-Toverit | 18 | 7  | 11 | 1395 | 1433 | 14  |                            |
| 8.  | Äänekosken Huima   | 18 | 7  | 11 | 1647 | 1813 | 14  |                            |
| 9.  | Pispalan Tarmo     | 18 | 6  | 12 | 1403 | 1447 | 12  | retrocesse in I-divisioona |
| 10. | Pantterit          | 18 | 3  | 15 | 1475 | 1614 | 6   | retrocesse in I-divisioona |

## Playoff
|  | Semifinali | Semifinali     | Semifinali |            |    | Finale         | Finale | Finale |  |
|  |            |                |            |            |    |                |        |        |  |
|  | 1.         | Playboys Honka | 2          |            |    |                |        |        |  |
|  | 1.         | Playboys Honka | 2          |            |    |                |        |        |  |
|  | 4.         | KTP-Basket     | 0          |            |    |                |        |        |  |
|  | 4.         | KTP-Basket     | 0          |            | 1. | Playboys Honka | 3      |        |  |
|  |            |                |            |            | 1. | Playboys Honka | 3      |        |  |
|  |            |                | 2.         | Turun NMKY | 2  |                |        |        |  |
|  | 2.         | Turun NMKY     | 2.         | Turun NMKY | 2  | 2              |        |        |  |
|  | 2.         | Turun NMKY     |            |            |    |                |        |        |  |
|  | 3.         | Espoon Honka   | 1          |            |    |                |        |        |  |

| Koripallon miesten SM-sarjakausi 1975-1976 |
| ------------------------------------------ |
| Playboys Honka 7º titolo                   |

## Formazione vincitrice
| N° | Naz.                 | Ruolo | Sportivo        |  | Alt. |  |
| -- | -------------------- | ----- | --------------- |  | ---- |  |
|    | Finlandia (bandiera) |       | Kari Liimo      |  | 200  |  |
|    | Finlandia (bandiera) |       | Kari Lahti      |  | 202  |  |
|    | Finlandia (bandiera) |       | Jyrki Immonen   |  | 183  |  |
|    | Finlandia (bandiera) | P     | Klaus Mahlamäki |  | 187  |  |